# Kärestans död
Kärestans död (klassifikation: SMB 133, TSB D 280) är en av de mest spridda balladtyperna, och räknas till riddarvisorna. Den finns upptecknad i Sveriges Medeltida Ballader med 234 listade varianter, varav 85 är finlandssvenska och över hundra är försedda med melodier.
Melodin till variant G (Så rider jag mig över tolvmilan skog, från Västmanland, upptecknad av Rosa Wretman och publicerad 1845 av Richard Dybeck) används nu med Dybecks text Du gamla du fria som Sveriges nationalsång.

## Handling
En man (berättaren själv eller exempelvis 'en ungersven', 'herr Peder' eller 'Olof Adelin') möter olika personer som ägnar sig åt begravningsförberedelser. Så småningom förstår han att det är hans käresta som har dött. I många varianter beklagar han sig över att hennes like inte går att finna, och i en del varianter dör han också.
Det finns ofta en ovanligt tydlig kontrast mellan den tragiska texten å ena sidan och melodin och trallrefrängen å den andra. Exempelvis lyder vers 6 och 7 av den ovannämnda version G (med moderniserad stavning)
6. God dag, god dag mina grävaremän,
För vem gräven I denna graven?
Trallallalera, trallallalera.
För vem gräven I denna graven?
7. Vi gräva den för en ungersvens mö
som skall uti jorden att vila.
Trallallalera, trallallalera.
som skall uti jorden att vila.
Balladforskaren Sven-Bertil Jansson föreslår i sin bok Den levande balladen att balladen ibland sjöngs i skämtsamt syfte.

## Paralleller på andra språk
Balladtypen finns också på danska (DgF 458) och norska.